# Julius Wiesner

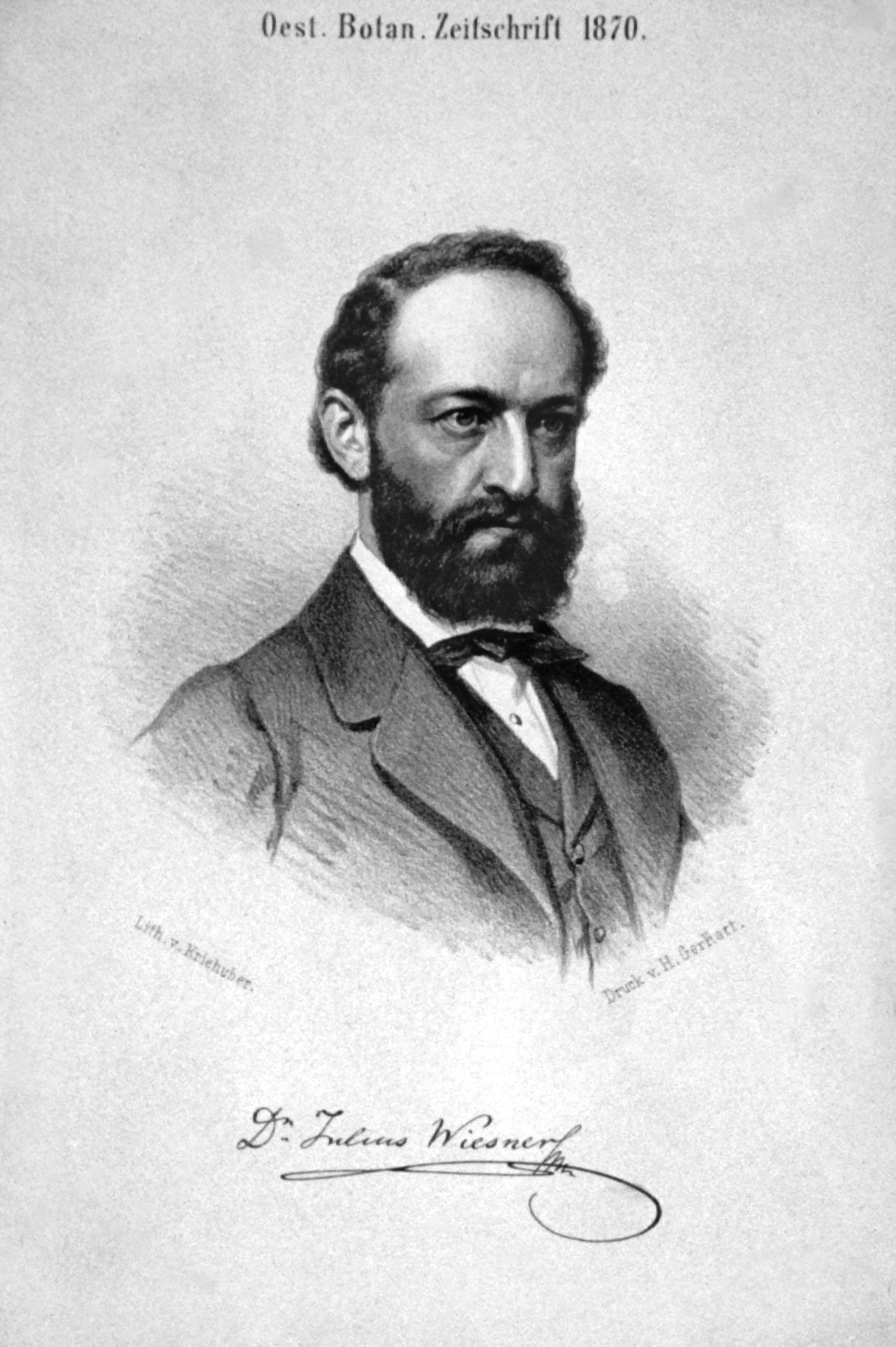
Julius Wiesner, Lithographie von Josef Kriehuber, 1870

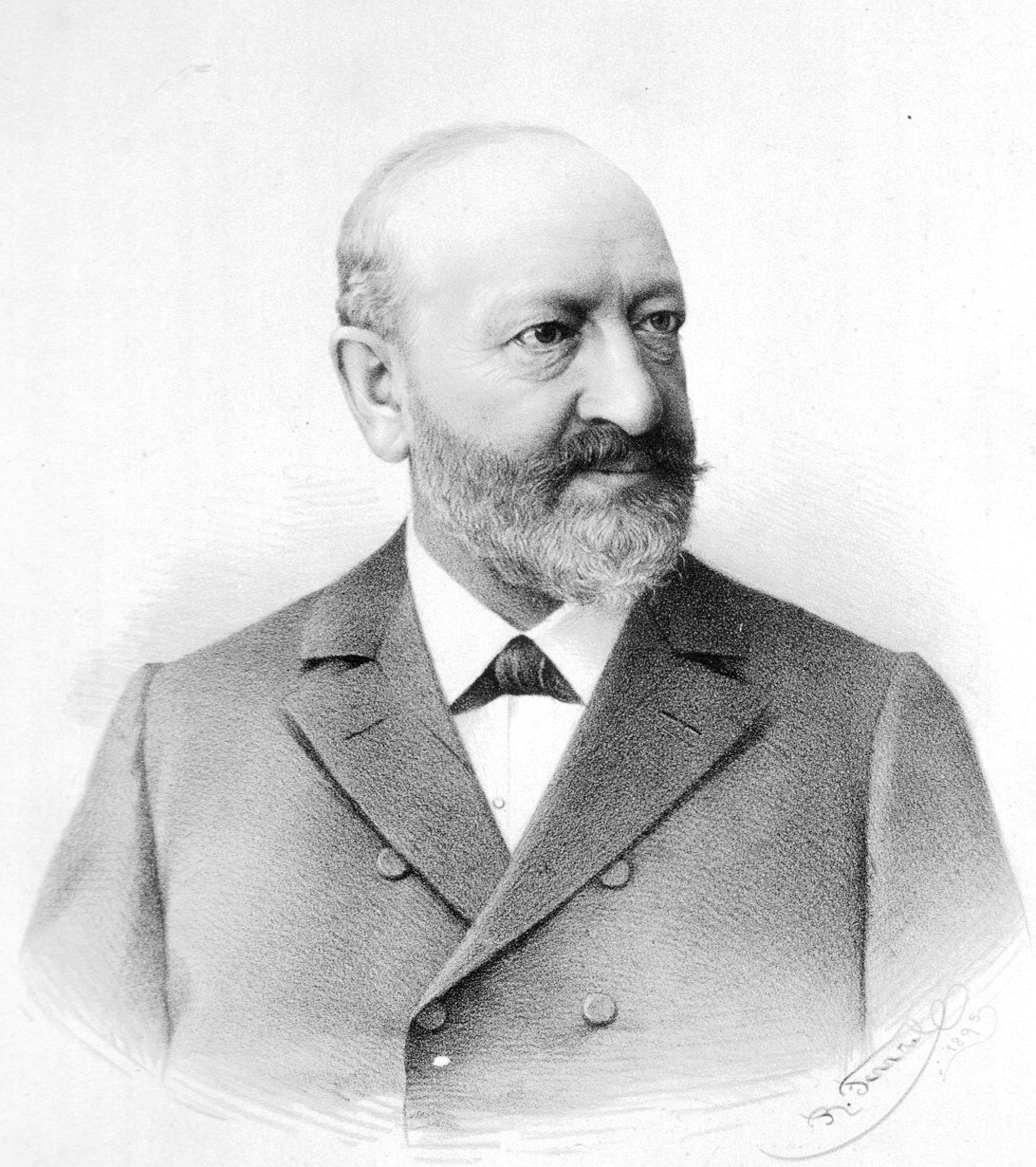
Julius Wiesner, 1895

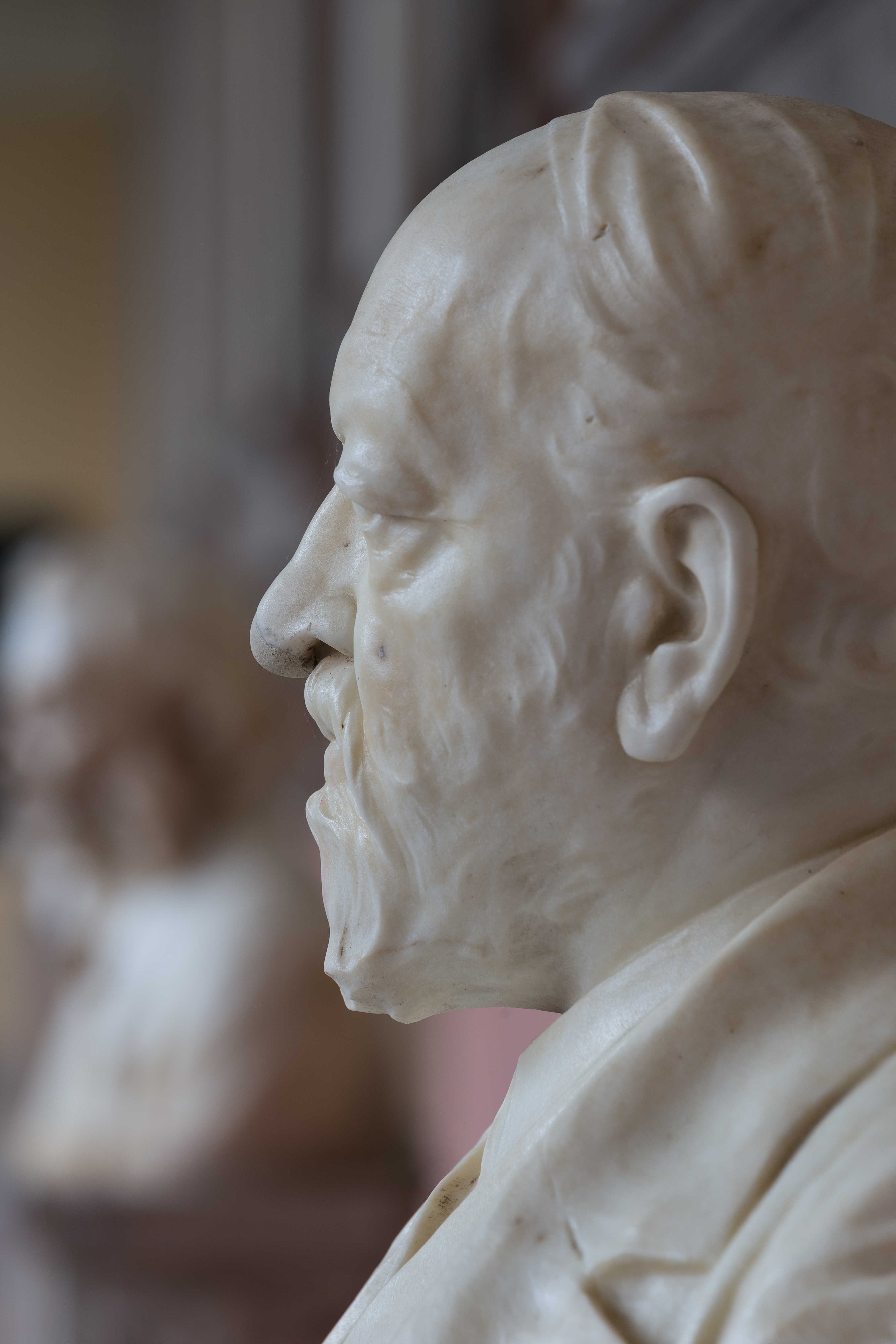
Julius Wiesner, Büste im Arkadenhof der Universität Wien

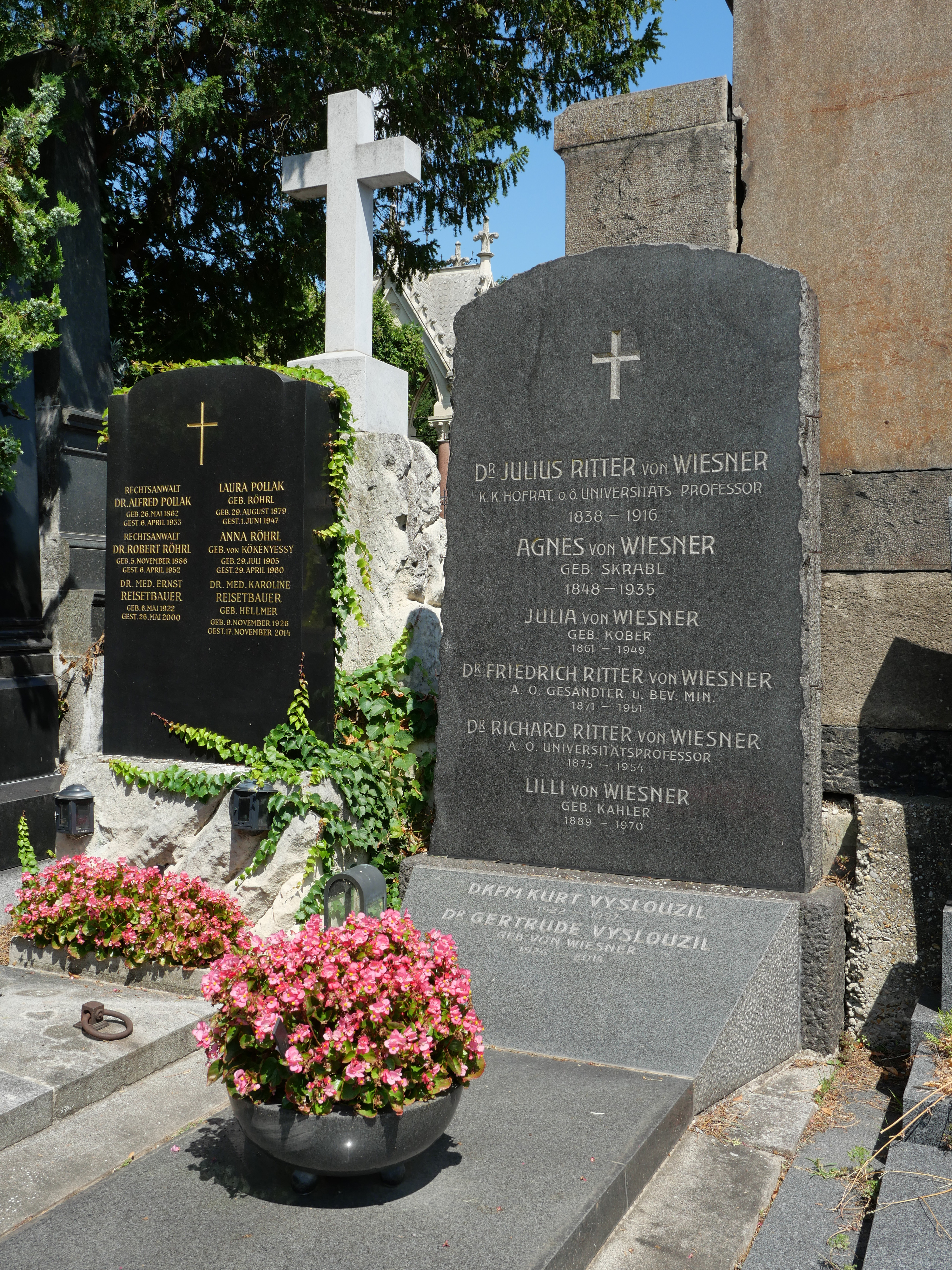
Grabstätte auf dem Grinzinger Friedhof

Julius von Wiesner (ab 1909 Ritter von) (* 20. Januar 1838 in Tschechen, Mähren; † 9. Oktober 1916 in Wien) war ein österreichischer Botaniker. Sein offizielles botanisches Autorenkürzel lautet „Wiesner“.

## Leben und Wirken
Wiesner studierte in Wien und Jena, wo er 1860 zum Dr. phil. promoviert wurde. 1861 wurde er Privatdozent, 1868 außerordentlicher Professor am Polytechnischen Institut Wien.
1870 wurde er ordentlicher Professor an der Forstakademie Mariabrunn. Er war von 1873 bis 1909 ordentlicher Professor für Anatomie und Physiologie der Pflanzen an der Universität Wien und hatte gleichzeitig bis 1880 ein Lehramt am Polytechnischen Institut Wien inne.
1883 unternahm er eine Reise nach Java (Buitenzorg). Weitere Reisen führten nach Lappland, Spitzbergen, in das Yellowstone-Gebiet, nach Indien und Ägypten. 1898/99 war er Rektor der Universität Wien.
Wiesner forschte auf den Gebieten der Pflanzenphysiologie (Licht- und Vegetationsprozesse, Chlorophyll, Wachstum und Bewegung), Pflanzenanatomie (Organisation der Zellwand) und über pflanzliche Rohstoffe.
Houston Stewart Chamberlain widmete Wiesner sein 1899 erschienenes Hauptwerk Die Grundlagen des neunzehnten Jahrhunderts. 1902 wurde Wiesner zum korrespondierenden Mitglied der Göttinger Akademie der Wissenschaften und 1903 der Bayerischen Akademie der Wissenschaften gewählt. Er wurde 1905 zum Mitglied des Herrenhauses ernannt, 1909 wurde er in den Ritterstand erhoben. Seit 1909 war er korrespondierendes Mitglied der Académie des sciences in Paris und seit 1912 der Russischen Akademie der Wissenschaften in Sankt Petersburg. Er wurde am Grinzinger Friedhof bestattet.

## Ehrungen
- Nach ihm ist die Pflanzengattung Wiesneria Micheli aus der Familie der Froschlöffelgewächse (Alismataceae) benannt.[6]
- Im Jahr 1953 wurde in Wien-Donaustadt (22. Bezirk) die Wiesnergasse nach ihm benannt.

Im Arkadenhof der Wiener Universität – der Ruhmeshalle der Universität – steht seit 1891 eine Büste von Wiesner. Im Rahmen von „Säuberungen“ durch die Nationalsozialisten Anfang November 1938 wurden zehn Skulpturen jüdischer oder vermeintlich jüdischer Professoren im Arkadenhof im Zusammenhang der „Langemarck-Feier“ umgestürzt oder mit Farbe beschmiert. Bereits zu diesem Zeitpunkt hatte der kommissarische Rektor Fritz Knoll eine Überprüfung der Arkadenhof-Plastiken veranlasst; auf seine Weisung hin wurden fünfzehn Monumente entfernt und in ein Depot gelagert, darunter diejenige von Julius Wiesner. Nach Kriegsende wurden im Jahr 1947 alle beschädigten und entfernten Denkmäler wieder im Arkadenhof aufgestellt.

## Werke
- Die Gesetze der Riefentheilung an den Pflanzenaxen (1860)
- Einleitung in die Technische Mikroskopie (1867)
- Die technisch verwendeten Gummiarten, Harze und Balsame: ein Beitrag zur wissenschaftlichen Begründung der technischen Waarenkunde (1869)
- Untersuchungen über den Einfluß, welchen Zufuhr und Entziehung von Wasser auf die Lebensthätigkeit der Hefezellen äußern (1869)
- Die Rohstoffe des Pflanzenreiches (1873)
- Die Entstehung des Chlorophylls in der Pflanze: eine physiologische Untersuchung (1877)
- Die heliotropischen Erscheinungen im Pflanzenreiche (1878–80)
- Das Bewegungsvermögen der Pflanzen. Eine kritische Studie über das gleichnamige Werk von Charles Darwin nebst neuen Untersuchungen (1881) doi:10.5962/bhl.title.41435
- Elemente der wissenschaftlichen Botanik Band 1: Anatomie und Physiologie der Pflanzen (1881)
- Elemente der wissenschaftlichen Botanik Band 2: Organographie und Systematik der Pflanzen (1884)
- Elemente der wissenschaftlichen Botanik Band 3: Biologie der Pflanzen. Mit einem Anhange: Die historische Entwicklung der Botanik (1889)
- Studien über das Welken von Blüthen und Laubsprossen (1883)
- Untersuchungen über die Wachsthumsbewegungen der Wurzeln. Darwinische und geotropische Wurzelkrümmungen (1884)
- Untersuchungen über die Organisation der vegetabilischen Zellhaut (1886)
- Die mikroskopische Untersuchung des Papiers mit besonderer Berücksichtigung der ältesten orientalischen und europäischen Papiere (1887)
- Die Elementarstructur und das Wachsthum der lebenden Substanz (1892) doi:10.5962/bhl.title.1309
- Pflanzenphysiologische Mittheilungen aus Buitenzorg (1894)
- Die Nothwendigkeit des naturhistorischen Unterrichts im medicinischen Studium (1896)
- Untersuchungen über die mechanische Wirkung des Regens auf die Pflanze. Nebst Beobachtungen und Bemerkungen über secundare Regenwirkungen (1897)
- Die Beziehungen der Pflanzenphysiologie zu den anderen Wissenschaften. Inaugurationsrede (1898)
- Über eine neue Form der falschen Dichotomie an Laubsprossen von Holzgewächsen (1898)
- mit Max Bamberger: Die Rohstoffe des Pflanzenreiches. 2., umgearb. und erweit. Aufl., W. Engelmann, Leipzig 1900-03. doi:10.5962/bhl.title.25143 doi:10.5962/bhl.title.26206
- Studien über den Einfluss der Schwerkraft auf die Richtung der Pflanzenorgane (1902)
- Die Entwicklung der Pflanzenphysiologie unter dem Einflusse anderer Wissenschaften (1904)
- Philosophie der Botanik (1905)
- Jan Ingen-Housz. Sein Leben und sein Wirken als Naturforscher und Arzt. Unter Mitwirk. v. Th. Escherich, E. Mach, R. v. Töply und R. Wegscheider (1905) doi:10.5962/bhl.title.21032
- Elemente der wissenschaftlichen Botanik. 5., verb. und verm. Aufl., A. Hölder, Wien 1906 doi:10.5962/bhl.title.46424
- Der Lichtgenuß der Pflanzen. photometrische und physiologische Untersuchungen mit besonderer Rücksichtnahme auf Lebensweise, geographische Verbreitung und Kultur der Pflanzen (1907) doi:10.5962/bhl.title.13042
- Natur, Geist, Technik. Ausgewählte Reden, Vortrage und Essays (1910)
- Erschaffung, Entstehung, Entwicklung und über die Grenzen der Berechtigung des Entwicklungsgedankens (1916)